# PETCO Park
PETCO Park er et baseballstadion i San Diego i Californien, USA, der er hjemmebane for MLB-klubben San Diego Padres. Stadionet har plads til 42.445 tilskuere, og blev indviet 8. april 2004. Her erstattede det Qualcomm Stadium som Padres hjemmebane.